# Ichneutes fulvipes
Ichneutes fulvipes är en stekelart som beskrevs av Cresson 1872. Ichneutes fulvipes ingår i släktet Ichneutes och familjen bracksteklar. Inga underarter finns listade i Catalogue of Life.